# Karl-Funke-Stiftung

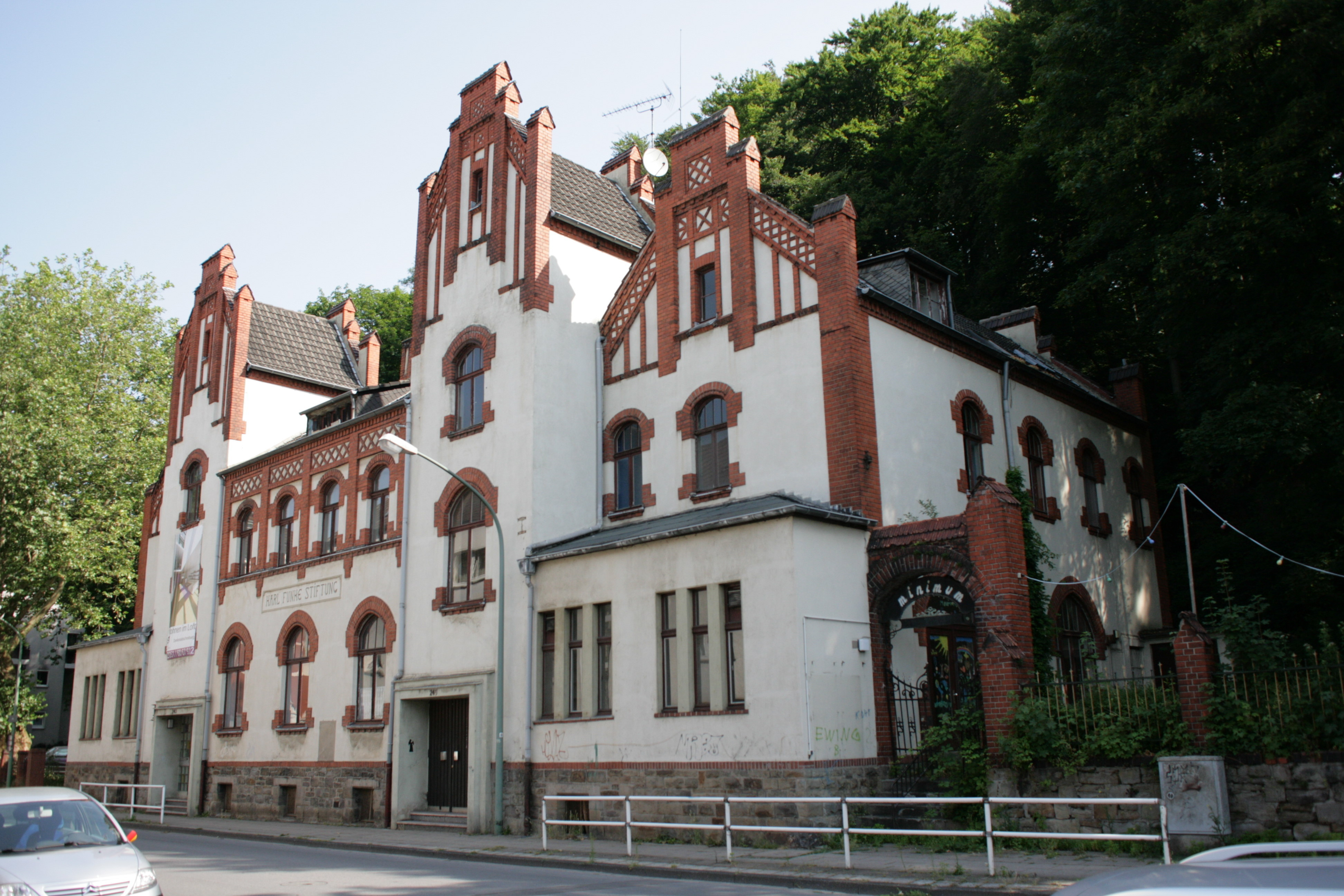
Gemeindehaus „Karl-Funke-Stiftung“

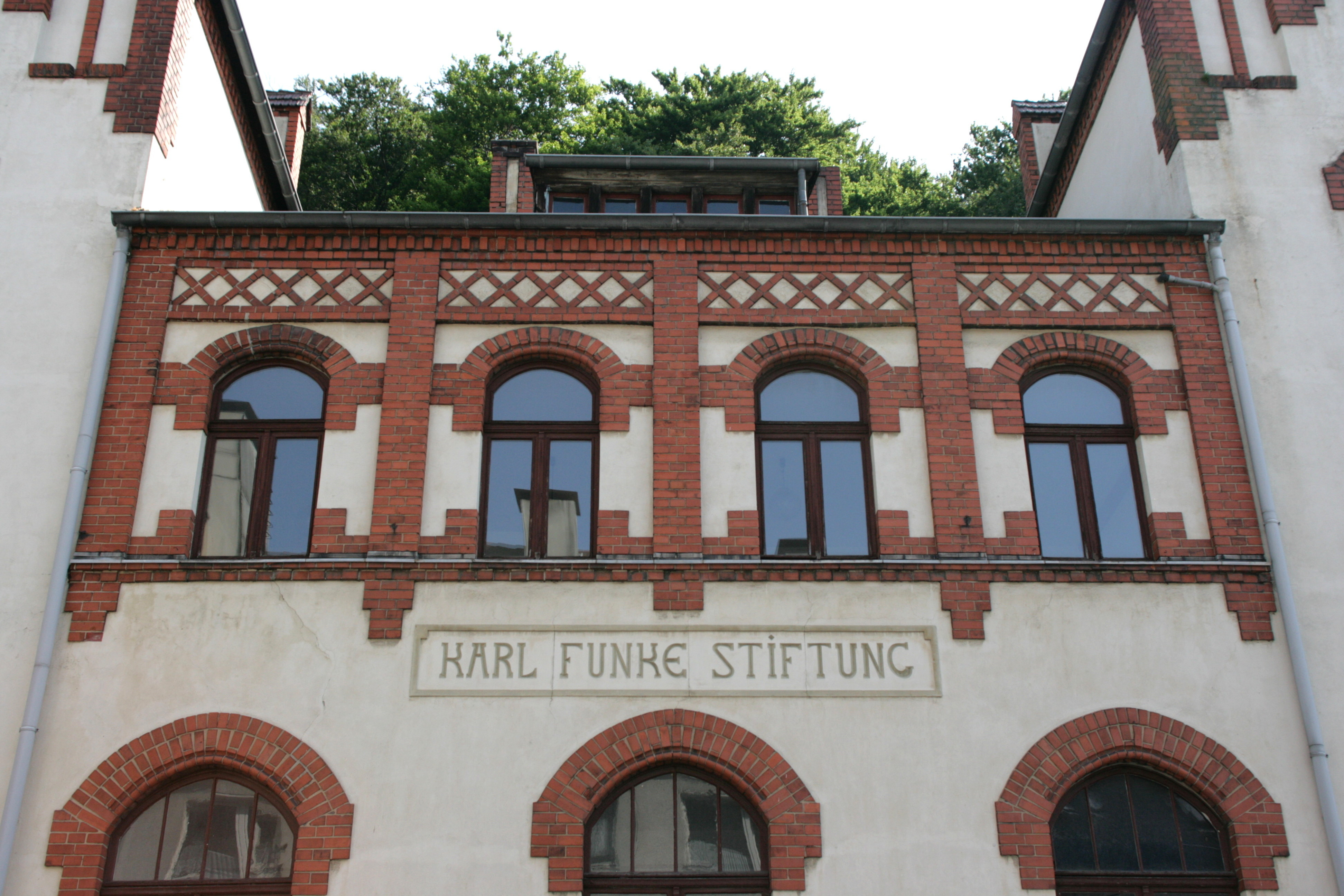
Inschrift

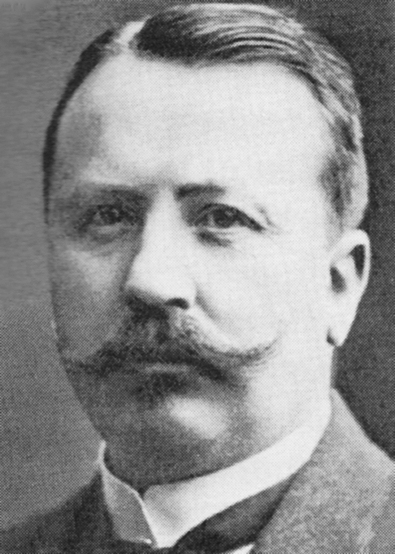
Stifter Carl Funke

Als Karl-Funke-Stiftung wurde das evangelische Gemeindehaus in Essen-Kupferdreh, Kupferdreher Straße 243/245, seit seiner Errichtung zu Beginn des 20. Jahrhunderts bezeichnet. Es geht zurück auf eine Schenkung des Essener Unternehmers Carl Funke an die evangelische Kirchengemeinde Kupferdreh, steht seit 1989 unter Denkmalschutz und wurde 2015–2018 saniert, restauriert und zu einem Mehrfamilienwohnhaus umgenutzt.

## Geschichte
Im Jahr 1902 schenkte Carl Funke der evangelischen Kirchengemeinde Kupferdreh zunächst 30.000 Mark für allgemeine kirchliche Zwecke in Erinnerung an seine Ausbildung auf der väterlichen Zeche in Kupferdreh. In der Alten Möllney kaufte die Gemeinde daraufhin zwei Grundstücke, auf denen die Schmiede Möllney stand, die sie abbrechen ließ. Das an ihrer Stelle im neuromanischen Stil errichtete Gebäude wurde zu einem Teil bereits am 29. Mai 1903 durch eine private, paritätische Höhere Mädchenschule bezogen, die feierliche Einweihung als Gemeindehaus für den Gemeindebezirk Süd fand jedoch erst am 8. Juli 1903 statt. Es wurde nach Plänen der Düsseldorfer Architekten Paul Krämer und Otto Herold erbaut, die Gesamtkosten von 113.560 Mark trug ebenfalls Carl Funke. Auch eine Kleinkinderschule war im Haus untergebracht, außerdem diente es der Evangelischen Frauenhilfe und dem Evangelischen Bürger- und Arbeiterverein sowie weiteren kirchlichen Vereinen als Heimstätte. Von Beginn an gab es zudem eine Schankwirtschaft im Haus, die bis 1962 in Betrieb war.
Im Ersten Weltkrieg diente das Haus als Nebenstelle des Kupferdreher Krankenhauses und wurde damit zum Reserve-Hilfslazarett umfunktioniert. Die freiwillige Sanitätskolonne pflegte dort Verwundete.
Nach umfangreicher Sanierung und Umbauten durch den Kupferdreher Architekten Willy von der Heydt wurde das Haus im Juli 1962 als evangelisches Gemeindehaus wiedereröffnet. Im Oktober 1976 richtete man in den ehemaligen Räumen der Kleinkinderschule eine Teestube ein, die als Veranstaltungsort und Treffpunkt für Jugendliche diente.
Am 23. November 1989 wurde das in beiden Weltkriegen unbeschädigt gebliebene Gebäude in die amtliche Denkmalliste der Stadt Essen eingetragen.
2008 verkaufte die evangelische Gemeinde das Gebäude und zog am 23. Februar des Jahres aus. Ein 2009 genehmigter Bauantrag zum Umbau in neun luxuriöse Wohnungen blieb aus finanziellen Gründen folgenlos, seitdem stand das Haus leer. Die zweite, 2013 vorgestellte Planung eines Düsseldorfer Immobilienunternehmens, bei der es in ähnlicher Form um den Einbau von zwölf Eigentumswohnungen ging, scheiterte ebenfalls; als Grund dafür wurde unter anderem die Lage an der verkehrsreichen Hauptstraße mit starker Lärmemission angegeben. 2015 wurde das Haus an ein Duisburger Unternehmen verkauft und unter Berücksichtigung des Denkmalschutzes für mehr als vier Millionen Euro saniert. Seit November 2018 wird das Gebäude durch Mieter bewohnt.